# Bruno Coutinho
Bruno Coutinho (sinh ngày 21 tháng 6 năm 1986) là một cầu thủ bóng đá người Brasil.

## Sự nghiệp câu lạc bộ
Bruno Coutinho đã từng chơi cho Tokyo Verdy.